# Cantonul Andolsheim
Cantonul Andolsheim este un canton din arondismentul Colmar-Ribeauvillé, departamentul Haut-Rhin, regiunea Alsacia, Franța.

## Comune
- Andolsheim (reședință)
- Artzenheim
- Baltzenheim
- Bischwihr
- Durrenentzen
- Fortschwihr
- Grussenheim
- Holtzwihr
- Horbourg-Wihr
- Houssen
- Jebsheim
- Kunheim
- Muntzenheim
- Riedwihr
- Sundhoffen
- Urschenheim
- Wickerschwihr
- Widensolen